# Róbert Fazekas
Róbert Fazekas, född den 18 augusti 1975 i Szombathely, Folkrepubliken Ungern, är en ungersk friidrottare (diskuskastare).
Fazekas första mästerskap var junior-VM 1994 där han slutade på sjätte plats. Som senior blev VM 1999 i Sevilla hans första mästerskap där han slutade på elfte plats. Fazekas deltog i OS 2000 men klarade inte att ta sig vidare från kvalet. Inte heller vid VM 2001 lyckades Fazekas klara sig vidare från kvalet. Under 2002 noterade Fazekas sitt personliga rekord 71,70 och senare samma år vann han även EM-guld vid EM i München. Vid VM 2003 blev han tvåa då han fick se sig besegrad av Litauens Virgilijus Alekna som vann med en halv meter. 
Fazekas deltog i OS 2004 i Aten där han ursprungligen vann tävlingen men han blev senare av med guldet efter att ha avstängts för dopning. Istället blev Alekna guldmedaljör.  
Fazekas var tillbaka till Olympiska sommarspelen 2008 där han slutade på en åttonde plats. 